# Orphan 55
Orphan 55 (Orphan 55) est le troisième épisode de la douzième saison de la seconde série télévisée britannique Doctor Who. Il est diffusé le 12 janvier 2020 sur BBC One. En France, il est disponible sur france.tv à partir du 27 février 2020.

## Résumé
Le Docteur, Graham, Ryan et Yaz se rendent au Tranquility Spa via un cube de transport pour un séjour de repos tout compris. Ils sont accueillis par leur hôte, Hyph3n. Alors que Ryan choisit une collation dans un distributeur automatique, il est infecté par un virus Hopper, que le Docteur est capable de lui extraire. Pendant qu'il se remet, il rencontre une autre invitée, Bella. Pendant ce temps, une brèche physique se produit et les invités sont invités à se réunir pour un exercice de secours. Le Docteur convainc Hyph3n de lui donner accès au "placard à linge", qui est en fait une salle de sécurité avec un arsenal, où ils rencontrent Kane. Le Docteur devient méfiant lorsqu'il découvre qu'une membrane ionique est nécessaire pour protéger un Spa de vacances. Les créatures qui ont fait irruption dans le spa ont commencé à tuer des invités. Pire encore, le virus Hopper a également pénétré les systèmes du spa, désactivant le transporteur et les caméras de sécurité.
Les survivants, le mécanicien du spa Nevi, son fils Sylas et une invitée âgée, Vilma, se rendent dans le "placard à linge", mais Vilma remarque que Benni, son partenaire, a disparu. Le Docteur construit une nouvelle membrane ionique à partir de rien pour bloquer les créatures. Maintenant en sécurité, Kane identifie les créatures comme les monstres locaux. Il révèle que le Spa est une «fakation», un endroit conçu pour ressembler à un centre de loisir mais dans un environnement fabriqué. Le système du Spa, qui suit tous les invités, montre Benni à l'extérieur. Les survivants sortent pour le sauver. Depuis leur véhicule, le groupe voit la désolation inhabitable de la planète orpheline sur laquelle ils se trouvent, Orphan 55. Le véhicule est pris dans un piège des monstres, qui le bloque, gardant Benni en otage. Le groupe court vers un tunnel de service à proximité, mais les Drregs tuent Hyph3n et Benni est abattu par Kane.
Dans le tunnel, Bella leur révèle qu'elle est la fille de Kane, que cette dernière l’a négligée pour construire le Spa. Bella s'échappe avec Ryan via le transporteur tandis que les autres sont forcés de continuer plus loin dans les escaliers alors que les Drregs grouillent dans le tunnel. Après que le Docteur, Yaz et Graham ont découvert un panneau russe rouillé, ils en déduisent que Orphan 55 est en réalité la Terre qui a été dévastée par un changement climatique mondial et une guerre nucléaire au cours d'une période inconnue. Vilma se sacrifie pour donner plus de temps au groupe pour s'échapper. En traversant un nid de monstres, le Docteur comprend que les monstres sont des descendants des humains, ayant muté et survécu aux retombées. Kane reste derrière pour donner au groupe plus de temps pour s'échapper. Bella reprend son action pour détruire le Spa par colère envers sa mère. Alors que les monstres entourent le Spa pour l’attaquer, le groupe répare le transporteur et évacue en toute sécurité, laissant Bella et Kane derrière eux pour combattre les monstres. De retour dans le TARDIS, le groupe désespère de l'avenir de la Terre. Le Docteur leur dit que bien que cette chronologie ne soit qu'une possibilité, elle ne peut pas promettre qu'elle ne se réalisera pas ; l'humanité peut soit effectuer un changement radical soit accepter ce sort et finir comme des monstres.

## Distribution
Sauf indication contraire, les informations mentionnées dans cette section peuvent être confirmées par la base de données cinématographiques IMDb,  présente dans la section « Liens externes ».
- Jodie Whittaker : Treizième Docteur
- Mandip Gill : Yasmin Khan
- Tosin Cole : Ryan Sinclair
- Bradley Walsh : Graham O'Brien
- Will Austin : Vorm
- Gia Lodge-O'Meally : Bella
- Col Farrell : Benni
- Lewin Lloyd : Sylas
- Spencer Wilding : Lead Dreg
- Amy Booth-Steel : Hyph3n
- James Buckley (en) : Nevi
- Julia Foster : Vilma
- Laura Fraser : Kane

## Production et diffusion

### Casting
James Buckley (en) est annoncé en juin 2019 et Laura Fraser en décembre. Le reste de la distribution est publié en janvier 2020 dans le Doctor Who Magazine.

### Tournage

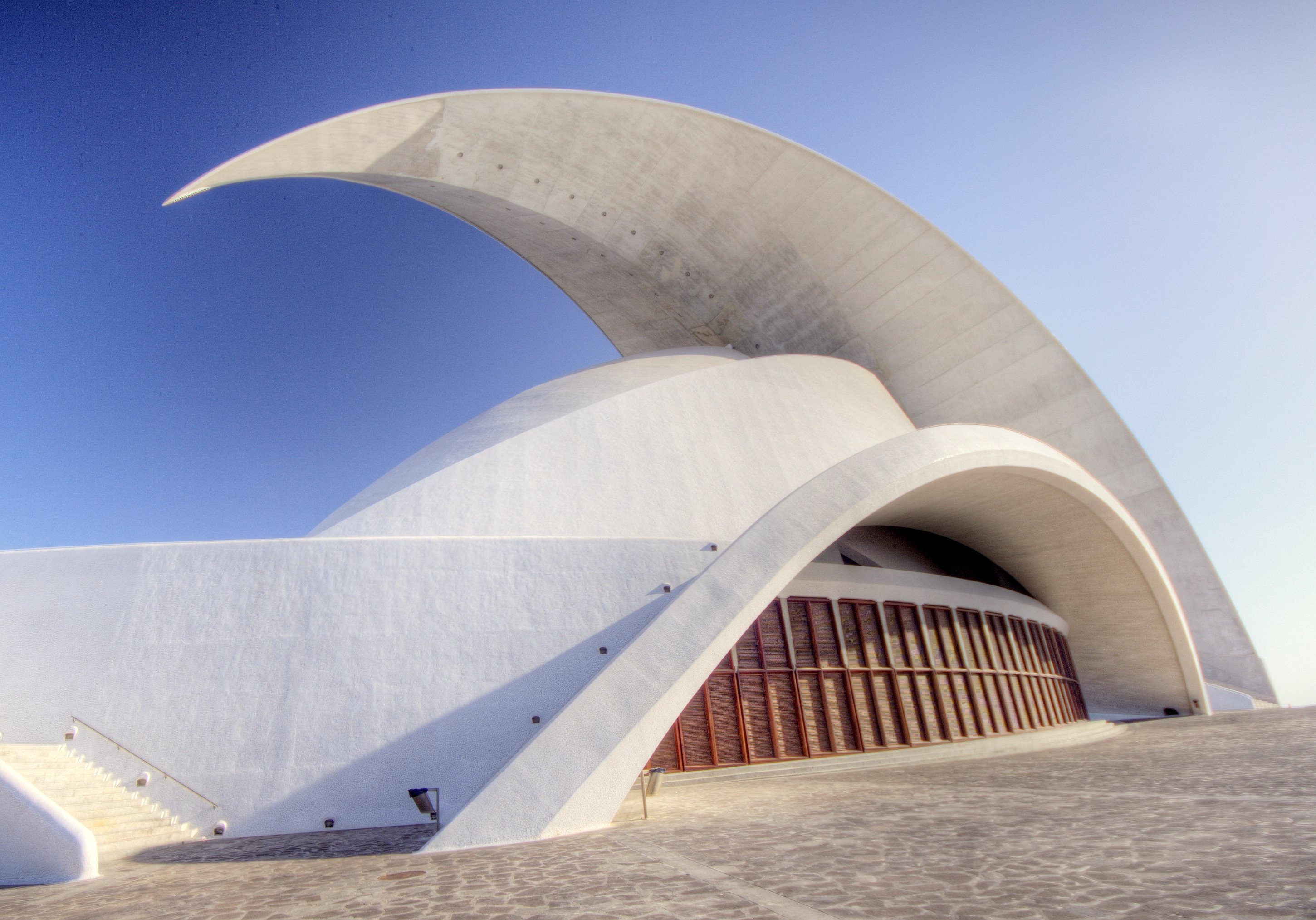
L'auditorium de Tenerife, décor extérieur du spa.

Lee Haven Jones réalise le deuxième bloc de la saison, qui comprend les épisodes deux et trois. Orphan 55 est tourné sur l'île espagnole de Tenerife, dans les Canaries. L'auditorium de Tenerife sert de décor extérieur du Tranquility Spa. Les scènes en-dehors du spa sont tournées sur le volcan Teide.

### Diffusion
Orphan 55 est diffusé pour la première fois le 12 janvier 2020 sur BBC One.

## Réception

### Accueil public
Lors de sa première diffusion, Orphan 55 est regardé par 5,25 millions de téléspectateurs, ce qui en fait le cinquième programme le plus visionné de la journée au Royaume-Uni sur le petit écran. Tous supports confondus, l'épisode réunit 5,8 millions de personnes.
Il obtient un score Appreciation Index de 77, le plus bas depuis L.I.N.D.A. (2006) et Dans les bras de Morphée (2015), qui ont obtenu respectivement les scores de 76 et 78.

### Accueil critique
Rotten Tomatoes attribue à l'épisode la note de 47 % et une moyenne de 5,8/10 sur la base de quinze critiques.